# 豐隆亞洲
豐隆亞洲有限公司，簡稱豐隆亞洲（英語：Hong Leong Asia Limited，SGX：H22），在1941年由郭芳楓在新加坡創立。現時由郭令明為主席，以及總裁陈树田主理。
現時在新加坡、中國等國家經營消费品、柴油发动机、工业包装、建材，以及其他。旗下企業包括河南新飞电器有限公司（2018年6月改由康佳集团所有）、中國玉柴國際有限公司、豐隆建築材料有限公司等。總部位於16 Raffles Quay #26-00 Hong Leong Building Singapore 048581。
股份在1998年3月6日在新加坡交易所主板上市。

## 連結
- HLAsia.com.sg（页面存档备份，存于）